# Aleiodes diversicornis
Aleiodes diversicornis är en stekelart som först beskrevs av Granger 1949.  Aleiodes diversicornis ingår i släktet Aleiodes och familjen bracksteklar. Inga underarter finns listade i Catalogue of Life.